# Sed Rahal
Pour les articles homonymes, voir Rahal.
Sed Rahal est une commune de la wilaya de Djelfa en Algérie.

## Géographie
C'est une petite ville qui se situe à 110 km de Djelfa,à 43 km ouest de Messaad, 42 km à l'est de laghouat, sur la route (w 32) reliant Messaad à Laghouat et à 26 km de ksar El Hiran, près de Oued Boudrine. 
Localités et villages :kemamer, El Fedj, Boudrine, saguiet Djeâidat.
Climat : continental, aride avec des moyennes de 8° en hiver et de 27° l'été. 
Tourisme :site touristique El Fedj, 10 km au nord. 